# Liste der Finanzminister Indiens
Der Finanzminister Indiens ist ein Mitglied im Kabinett der indischen Regierung und führt das Finanzministerium. Der Minister entwirft den Staatshaushalt und ist für die indische Wirtschaft verantwortlich.
| Finanzminister                | Amtszeit                       | Ausbildung |
| ----------------------------- | ------------------------------ | --- |
| Liaquat Ali Khan              | 1946–1947 (Übergangsregierung) | Aligarh Muslim University; Exeter College, Universität Oxford                                                 |
| R. K. Shanmukham Chetty       | 1947–1949                      | University of Madras                                                                                          |
| John Matthai                  | 1948–1950                      | Madras Christian College                                                                                      |
| Chintamanrao Deshmukh         | 1950–1956                      | Jesus College, Universität Cambridge                                                                          |
| Jawaharlal Nehru              | Juli 1956–August 1956          | Trinity College, Universität Cambridge; Middle Temple                                                         |
| T. T. Krishnamachari          | 1956–1958                      | University of Madras                                                                                          |
| Jawaharlal Nehru              | 1958–1959                      | Trinity College, Universität Cambridge; Middle Temple                                                         |
| Morarji Desai                 | 1959–1964                      | University of Bombay                                                                                          |
| T. T. Krishnamachari          | 1964–1965                      | University of Madras                                                                                          |
| Sachindra Chaudhuri           | 1965–1967                      | University of Calcutta                                                                                        |
| Morarji Desai                 | 1967–1970                      | University of Bombay                                                                                          |
| Indira Gandhi                 | 1970–1971                      | Visva-Bharati University; University of Oxford                                                                |
| Yeshwantrao Balwantrao Chavan | 1971–1975                      | University of Pune                                                                                            |
| C. Subramaniam                | 1975–1977                      | University of Madras                                                                                          |
| H. M. Patel                   | 1977–1979                      | University of Bombay                                                                                          |
| Choudhary Charan Singh        | 1979–1980                      | Meerut University                                                                                             |
| Ramaswamy Venkataraman        | 1980–1982                      | University of Madras                                                                                          |
| Pranab Mukherjee              | 1982–1985                      | University of Calcutta                                                                                        |
| Vishwanath Pratap Singh       | 1985–1987                      | University of Allahabad; University of Pune                                                                   |
| Shankarrao Bhaorao Chavan     | 1987–1989                      | University of Madras; Osmania University, Hyderabad                                                           |
| Madhu Dandavate               | 1989–1990                      | Institute of Science, University of Mumbai; University of Bombay                                              |
| Yashwant Sinha                | 1990–1991                      | Patna University                                                                                              |
| Manmohan Singh                | 1991–1996                      | Panjab University, Chandigarh; St John’s College, Universität Cambridge; Nuffield College, Universität Oxford |
| P. Chidambaram                | 1996–1998                      | University of Madras; Harvard Business School                                                                 |
| Yashwant Sinha                | 1998–2002                      | Patna University                                                                                              |
| Jaswant Singh                 | 2002–2004                      | National Defence Academy (India)                                                                              |
| P. Chidambaram                | Mai 2004 – Nov 2008            | University of Madras; Harvard Business School                                                                 |
| Manmohan Singh                | Dez 2008 – Jan 2009            | Panjab University, Chandigarh; St John’s College, Universität Cambridge; Nuffield College, Universität Oxford |
| Pranab Mukherjee              | Feb 2009 – Jun 2012            | University of Calcutta                                                                                        |
| Manmohan Singh                | Jun 2012 – Jul 2012            | Panjab University, Chandigarh; St John’s College, Universität Cambridge; Nuffield College, Universität Oxford |
| P. Chidambaram                | Jul 2012 – Mai 2014            | University of Madras; Harvard Business School                                                                 |
| Arun Jaitley                  | Mai 2014 -                     | University of Delhi                                                                                           |